# دایره یوروسو
دایره یوروسو (به لاتین: Yorosso Cercle) یک منطقهٔ مسکونی در مالی است که در استان سیکاسو واقع شده‌است. دایره یوروسو ۵٬۵۰۰ کیلومتر مربع مساحت و ۲۱۱٬۵۰۸ نفر جمعیت دارد.